# Il ribelle dalla maschera nera
Il ribelle dalla maschera nera (The Highwayman) è un film statunitense del 1951 diretto da Lesley Selander.
È un film d'avventura basato su un poema di Alfred Noyes, ambientato nell'Inghilterra del XVIII secolo e con protagonisti Philip Friend, Charles Coburn e Wanda Hendrix.

## Produzione
Il film, diretto da Lesley Selander su una sceneggiatura di Jack DeWitt, Duncan Renaldo e Henry Blankfort con il soggetto di Alfred Noyes, fu prodotto da Jack Dietz Productions.

## Distribuzione
Il film fu distribuito negli Stati Uniti dal 12 agosto 1951 al cinema dalla Allied Artists Pictures.
Alcune delle uscite internazionali sono state:
- in Giappone il 24 aprile 1952
- in Finlandia il 31 luglio 1953 (Maantierosvo - rakastajien ruhtinas)
- in Germania Ovest il 30 aprile 1954 (Der maskierte Kavalier)
- in Austria il giugno 1954 (Der maskierte Kavalier)
- in Portogallo il 20 febbraio 1956 (O Rebelde Mascarado)
- in Spagna (El caballero enmascarado)
- in Grecia (O ekdikitis tou laou)
- in Italia (Il ribelle dalla maschera nera)